# Савийи
Савийи́ (фр. Savilly) — коммуна во Франции, находится в регионе Бургундия. Департамент коммуны — Кот-д’Ор. Входит в состав кантона Льерне. Округ коммуны — Бон.
Код INSEE коммуны — 21593.

## Население
Население коммуны на 2010 год составляло 76 человек.
| 1962 | 1968 | 1975 | 1982 | 1990 | 1999 | 2010 |
| ---- | ---- | ---- | ---- | ---- | ---- | ---- |
| 156  | 118  | 110  | 88   | 69   | 68   | 76   |

## Экономика
В 2010 году среди 43 человек трудоспособного возраста (15—64 лет) 29 были экономически активными, 14 — неактивными (показатель активности — 67,4 %, в 1999 году было 65,7 %). Из 29 активных жителей работали 26 человек (15 мужчин и 11 женщин), безработных было 3 (3 мужчин и 0 женщин). Среди 14 неактивных 3 человека были учениками или студентами, 8 — пенсионерами, 3 были неактивными по другим причинам.